# Kenny Dalglish
Kenny Dalglish, właśc. sir Kenneth Mathieson Dalglish MBE (szkocka wymowa ['kɛni: dɛɫgli:ʃ']; ur. 4 marca 1951 w Glasgow) – szkocki trener piłkarski i piłkarz. Na przełomie lat 70. i 80. był jednym z najskuteczniejszych napastników Liverpoolu F.C., który w tym czasie pięciokrotnie triumfował w ligowych rozgrywkach i trzykrotnie wygrywał Puchar Mistrzów. Jest rekordzistą pod względem liczby meczów i goli (wspólnie z Denisem Lawem) w reprezentacji Szkocji. Jako szkoleniowiec zdobył cztery tytuły mistrza Anglii – trzy z Liverpoolem F.C. i jeden z Blackburn Rovers.

## Kariera piłkarska

### Początki
Urodzony w Glasgow Dalglish jako nastolatek był kibicem Rangers. Wychowywał się niedaleko stadionu Ibrox Park. Początkowo występował na pozycji bramkarza, jako piętnastolatek był ustawiany na prawej pomocy. Zaczynał jako trampkarz w Glasgow United. Potem był na testach w West Ham United (dwa razy) i Liverpoolu F.C., ale w każdym z tych klubów odsyłano go do domu. W końcu, w 1967 roku zainteresował się nim Celtic F.C. Po podpisaniu kontraktu został wypożyczony do Cumbernauld United. W sezonie 1967/1968 zdobył dla tego klubu 37 goli. Po powrocie z wypożyczenia 17-letni Dalglish podpisał zawodowy kontrakt z drużyną z Celtic Park.

### Celtic
W 1969 roku był podstawowym graczem rezerw Celtiku, zaliczył też debiut w pierwszej drużynie, w ćwierćfinale Pucharu Ligi z Hamilton. Pierwszego gola zdobył w sezonie 1971/1972 w meczu Pucharu Ligi z Rangers (2-0). W tamtym sezonie strzelił 23 bramki w 49 występach. Rok później był już najlepszym strzelcem drużyny (41 goli we wszystkich rozgrywkach), a Celtic zdobył mistrzostwo Szkocji. Niedługo potem zespół do mistrzostwa dołożył Puchar Szkocji. W sezonie 1974/1975 Celtic wywalczył Puchar Szkocji i Puchar Ligi. W 1976 roku Dalglish został kapitanem drużyny, ale sam nie mógł wiele zdziałać i pierwszy raz od 12 lat zespół zakończył sezon bez żadnego triumfu. W 1977 roku, po rozegraniu 269 meczów i strzeleniu 167 goli, za rekordową wówczas na Wyspach sumę 400 tys. funtów został sprzedany do Liverpoolu F.C..

### Liverpool F.C.
W Liverpoolu F.C. Dalglish miał zostać następcą Kevina Keegana, który odszedł do Hamburga. Szybko wkomponował się w zespół i umiejętnie zastąpił Anglika, po którym przejął koszulkę z numerem 7. W drużynie zadebiutował 13 sierpnia 1977 roku w spotkaniu o Tarczę Wspólnoty przeciwko Manchesterowi United. Mecz zakończył się bezbramkowym remisem i drużyny podzieliły się tytułem. Swojego pierwszego gola strzelił w ligowym debiucie, który miał miejsce 20 sierpnia. Liverpool F.C. podejmował wtedy na Ayeresome Park Middlesbrough. Dalglish zdobył bramkę w siódmej minucie meczu, zaś samo spotkanie zakończyło się remisem 1-1. Trzy dni później Szkot trafił do bramki w swoim debiucie na Anfield, a „The Reds” wygrali z Newcastle 2-0. Dalglish zakończył swój pierwszy sezon, mając na koncie 31 bramek strzelonych w 62 występach, w tym zwycięskiego gola w finale Pucharu Europy przeciw belgijskiemu Club Brugge. Z czasem stał się najważniejszym graczem najlepszej angielskiej drużyny w historii, która do końca lat osiemdziesiątych kilkukrotnie zwyciężała w Pucharze Europy i rozgrywkach ligowych. W kwietniu 1980 roku Liverpool F.C. pozyskał za 300 tys. funtów obiecującego snajpera, Iana Rusha. Razem z Dalglishem stworzyli jeden z najlepszych duetów napastników w historii brytyjskiej piłki. Podczas ich wspólnej gry na Anfield, „The Reds” ośmiokrotnie zwyciężyli w Premier League, trzy razy zdobyli Puchar Europy i raz triumfowali w Pucharze Anglii. W sumie Dalglish rozegrał w barwach Liverpoolu F.C. 511 spotkań, w których strzelił 172 gole.

### Reprezentacja
W reprezentacji Szkocji Dalglish zadebiutował 10 listopada 1971 roku, jako rezerwowy, w meczu z Belgią. Potem przyczynił się do awansu drużyny na mundial 1974. W RFN podopieczni Williego Ormonda, mimo iż nie przegrali żadnego meczu (zwycięstwo nad Zairem, remisy z Brazylią i Jugosławią), odpadli po fazie grupowej. Do awansu zabrakło im jednej bramki. Znacznie słabiej drużyna narodowa spisała się na mundialu 1978, choć selekcjoner Ally McLeod zapowiadał zdobycie złotego medalu. Cztery lata później na XII Mistrzostwach Świata w Piłce Nożnej 1982 Dalglish wystąpił tylko w jednym spotkaniu, w którym to przeciwnikiem była Nowa Zelandia. Szkoci wygrali 5-2, a Dalglish zdobył jedną z bramek. Był to jego ostatni mecz na mundialu, gdyż trener Jock Stein nie wystawił go w pojedynkach z Brazylią i ZSRR. 31-letni zawodnik zaczął myśleć o zakończeniu reprezentacyjnej kariery. Pozostał jednak w kadrze, ale na kolejne mistrzostwa, z powodu kontuzji, już nie pojechał. W reprezentacji rozegrał 102 mecze (rekord Szkocji). Pożegnał się z nią w listopadzie 1986 roku w spotkaniu z Luksemburgiem.

## Kariera trenerska

### Liverpool F.C.

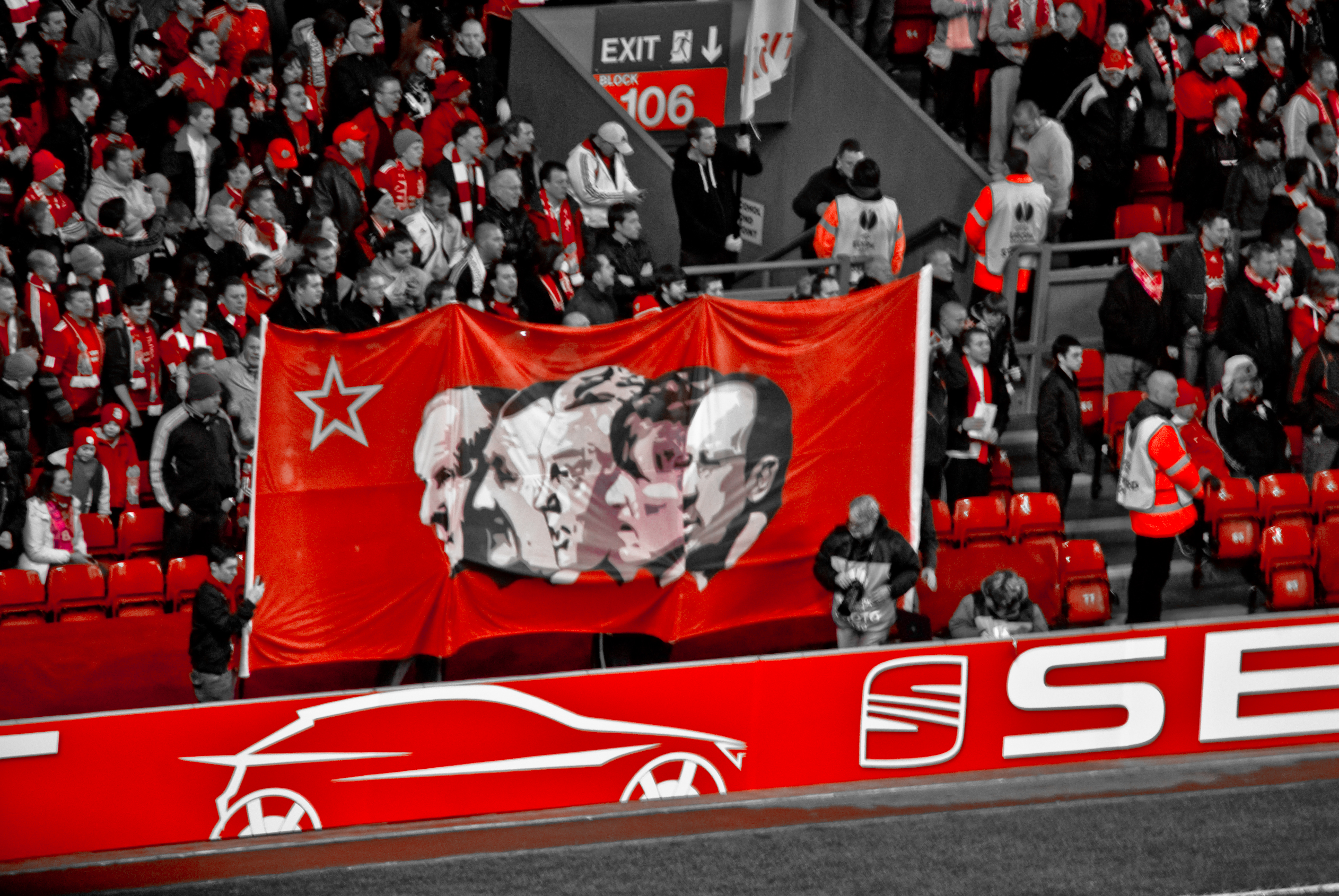
Transparent kibiców Liverpoolu F.C. przedstawiający utytułowanych trenerów. Dalglish drugi z prawej

Gdy w wyniku zamieszek na Heysel w maju 1985 roku życie straciło 39 kibiców Juventusu (na oczach samego Dalglisha zawaliła się jedna ze ścian), niedługo później do dymisji podał się trener Liverpoolu, Joe Fagan. Jego następcą został Dalglish, który objął funkcję grającego trenera. Już w pierwszym sezonie udało mu się doprowadzić zespół do pierwszego w jego historii dubletu. W rozgrywkach ligowych Liverpool F.C. wyprzedził o dwa punkty miejscowego rywala, Everton, zaś sam Dalglish strzelił jedyną bramkę w decydującym o losach tytułu spotkaniu z Chelsea na Stamford Bridge. W finale Pucharu Anglii po raz pierwszy na tym szczeblu odbyły się derby Liverpoolu, zakończone wynikiem 3-1. Kolejny sezon był mniej udany dla Liverpoolu F.C., który w lidze zajął drugie miejsce za Evertonem, w finale Pucharu Ligi przegrał z Arsenalem, zaś z Pucharu Anglii już w trzeciej rundzie wyeliminował ich Luton Town. Był to dopiero trzeci spośród ostatnich piętnastu sezonów zakończony dla The Reds bez zdobycia żadnego trofeum ani na arenie krajowej, ani międzynarodowej. Liverpool F.C. prowadził w lidze przez większą część sezonu 1987/1988, ale sam Dalglish znacznie rzadziej pojawiał się na boisku wobec transferu Petera Beardsleya z Newcastle. Poza nim w klubie pojawił się kupiony z Watford skrzydłowy John Barnes, a także dwaj zawodnicy Oxford United: napastnik John Aldridge, który zastąpił sprzedanego do Juventusu Iana Rusha, oraz pomocnik Ray Houghton. Zespół, w którego skład wchodzili także między innymi Alan Hansen, Ronnie Whelan, Steve McMahon, Mark Lawrenson oraz Steve Nicol, od pierwszego meczu sezonu był niepokonany w 37 kolejnych spotkaniach (w tym 29 ligowych, z których 22 to wygrane). Seria rozpoczęła się 15 sierpnia 1987 i trwała aż do 21 lutego 1988 roku, gdy zakończyła ją porażka z Evertonem na Goodison Park. Ostatecznie Liverpool F.C. zdobył tytuł mistrzowski cztery kolejki przed końcem sezonu, przegrywając tylko 2 z 40 meczów. Drużynie nie udało się jednak po raz kolejny zdobyć podwójnej korony po porażce z Wimbledonem w finale Pucharu Anglii. Rok później w finale tych rozgrywek ponownie odbyły się derby Liverpoolu, drugi raz wygrane przez The Reds. Drużyna straciła jednak dublet w dramatycznych okolicznościach, gdy w ostatniej kolejce przyszły gracz Liverpoolu F.C., Michael Thomas, w ostatniej minucie strzelił na Anfield bramkę na 2-0 dla Arsenalu, która dała tytuł londyńczykom wobec większej liczby strzelonych bramek (różnica między zdobytymi i straconymi była dla obu drużyn taka sama). Sezon 1989/90 przyniósł trzeci tytuł mistrzowski od czasu przejęcia Liverpoolu F.C. przez Dalglisha. Jeszcze w kwietniu pozycję lidera przejęła Aston Villa, ale seria zwycięstw w ostatnich kolejkach doprowadziła The Reds do tytułu z dziewięcioma punktami przewagi. 1 maja 1990 roku, 38-letni Dalglish po raz ostatni w swojej karierze pojawił się na boisku, zastępując Jana Mølby’ego w 71 minucie spotkania z Derby County na Anfield. Po zakończeniu sezonu otrzymał po raz trzeci nagrodę Trenera Roku. Także w tym sezonie, 15 kwietnia 1989, doszło do tragedii na Hillsborough, gdy przed rozpoczęciem półfinałowego spotkania Pucharu Anglii między Liverpoolem F.C. a Nottingham Forest śmierć w wyniku stratowania poniosło 96 fanów The Reds. Dalglish zyskał sympatię opinii publicznej za swoje zachowanie w obliczu wydarzenia, razem z niektórymi zawodnikami pojawiając się na pogrzebach ofiar. 21 lutego 1991 roku zrezygnował z funkcji trenera, jako przyczynę podając problemy zdrowotne. Opuścił Liverpool F.C. nadal mający tytuł mistrzowski, przed odejściem wprowadzając do drużyny Steve’a McManamana i Mike’a Marsha, a także kupując z Bournemouth Jamiego Redknappa.

### Blackburn Rovers
W październiku 1991 Dalglish powrócił do pracy, obejmując grającą w drugiej lidze drużynę Blackburn Rovers, z którą jeszcze w tym sezonie awansował do ekstraklasy, pokonując 1-0 Leicester City w finałowym meczu barażów na Wembley. Zespół znalazł się w najwyższej klasie rozgrywkowej po raz pierwszy od 1966 roku. Przed rozpoczęciem sezonu Dalglish kupił z Southampton Alana Shearera, za rekordową wówczas kwotę 3,3 miliona funtów. Między innymi dzięki jego skuteczności beniaminek uplasował się na koniec sezonu na czwartej pozycji. Kolejny sezon przyniósł wicemistrzostwo Anglii, a do składu dołączyli między innymi Tim Flowers i David Batty. W sezonie 1994/95 Dalglish ponownie pobił rekord transferowy, kupując z Norwich City za 5 milionów funtów Chrisa Suttona, który stworzył z Shearerem niezwykle groźny duet zdobywając w rozgrywkach łącznie 49 bramek. Walka o tytuł mistrzowski między Blackburn a Manchesterem United trwała do ostatniej kolejki, w której zespół Dalglisha grał na Anfield z jego byłym zespołem, Liverpoolem F.C., zaś Czerwone Diabły mierzyły się na Upton Park z West Ham United. Choć Blackburn przegrało 1-2 po bramce Redknappa pod koniec meczu, zdobył mistrzostwo wobec niekorzystnego rezultatu osiągniętego przez Manchester. Dziewiąty tytuł w karierze Dalglisha sprawił, że został on trzecim w historii ligi trenerem, który doprowadził do mistrzostwa dwie różne drużyny, dołączając do Herberta Chapmana (Arsenal i Huddersfield Town) oraz Briana Clougha (Derby County i Nottingham Forest). 25 czerwca 1995 Ray Harford zastąpił Dalglisha, który objął w Blackburn stanowisko dyrektora sportowego. Piastował je do końca sezonu 1995/96.

### Newcastle United
14 stycznia 1997 roku został menedżerem Newcastle United, zastępując na tym stanowisku Kevina Keegana. Pod jego wodzą Sroki zajęły trzynaste miejsce w końcowej tabeli. Po zaledwie dwóch meczach następnego sezonu został zwolniony przez zarząd Newcastle.

### Celtic
W czerwcu 1999 Dalglish objął funkcję dyrektora sportowego w Celtiku, podczas gdy jego niegdysiejszy nabytek dla Liverpoolu F.C., John Barnes, został zatrudniony na stanowisku trenera. Został on jednak zwolniony w lutym 2000, zaś jego miejsce zajął tymczasowo Dalglish, któremu udało się zdobyć z zespołem Puchar Ligi Szkockiej, po wygranej 2-0 z Aberdeen w meczu finałowym na Hampden Park. Niedługo później trenerem został Martin O’Neill, który w przeciągu kilku najbliższych lat doprowadził Celtic do wielu trofeów.
Od odejścia Dalglisha z drużyny, media kilkukrotnie przymierzały go do objęcia posady trenera w kilku zespołach, między innymi Preston North End (marzec 2002), Liverpoolu F.C. (maj 2004) i reprezentacji Szkocji (listopad 2004). W maju 2007 roku mówiło się o zastąpieniu przez niego Neila Warnocka w Sheffield United, ale posadę zajął ostatecznie Bryan Robson.

### Powrót do Liverpoolu F.C.
Po pierwszej, bardzo słabej części sezonu 2010/2011 Premier League w wykonaniu drużyny Liverpoolu F.C., 8 stycznia Kenny Daglish został zatrudniony na jego drugą część zastępując Roya Hodgsona. Objęcie tej funkcji miało być tymczasowe, jednak wobec znaczącej poprawy gry Liverpoolu F.C. oraz awansu w tabeli ligowej, zarząd klubu zaproponował Dalglishowi objęcie stałej posady managera, na co ten przystał. Kontrakt, który podpisał w maju 2011 roku, obowiązywać miał do 2014 roku.
W swoim pierwszym sezonie zajął z Liverpoolem 6. miejsce, jednak po roku prowadzona przez niego drużyna uplasowała się dopiero na miejscu 8. W tym samym sezonie wywalczył z klubem Puchar Ligi Angielskiej oraz osiągnął finał Pucharu Anglii. Pomimo tego, po zakończeniu rozgrywek w maju 2012 roku jego kontrakt trenerski został rozwiązany za porozumieniem stron.
We wrześniu 2013 roku Kenny Dalglish zdecydował się przyjąć ofertę dyrektora zarządzającego klubu Iana Ayre, menadżera Brendana Rodgersa oraz spółki Fenway Sports Group, która zarządza klubem i ze skutkiem natychmiastowym został włączony do zarządu klubu..

## Rodzina
Wraz z żoną Mariną założył fundację pomagającą kobietom chorym na raka piersi. Pani Dalglish pokonała nowotwór w 2004 roku. Mają czworo dzieci: Kelly, Paula, Lynsey i Lauren. Kelly jest prezenterką stacji Sky Sports, a Paul – piłkarzem, występuje w szkockim Kilmarnock, dokąd trafił z Houston Dynamo. Karierę zaczynał w Celticu, potem zaś przeszedł do Liverpoolu F.C. W żadnym z tych klubów nie zagrał jednak ani minuty w oficjalnym meczu.

## Statystyki kariery

### Klub
| Klub           | Sezon   | Liga                    | Liga                    | Puchar Anglii  | Puchar Anglii  | Puchar Ligi | Puchar Ligi | Europa  | Europa | Inne    | Inne | Ogółem  | Ogółem |
| Klub           | Sezon   | Występy                 | Gole                    | Występy        | Gole           | Występy     | Gole        | Występy | Gole   | Występy | Gole | Występy | Gole   |
| -------------- | ------- | ----------------------- | ----------------------- | -------------- | -------------- | ----------- | ----------- | ------- | ------ | ------- | ---- | ------- | ------ |
| Liverpool F.C. | 1989-90 | 1                       | 0                       | 0              | 0              | 0           | 0           | –       | –      | 0       | 0    | 1       | 0      |
| Liverpool F.C. | 1988-89 | 0                       | 0                       | 0              | 0              | 1           | 0           | –       | –      | 1       | 0    | 2       | 0      |
| Liverpool F.C. | 1987-88 | 2                       | 0                       | 0              | 0              | 0           | 0           | –       | –      | 0       | 0    | 2       | 0      |
| Liverpool F.C. | 1986-87 | 18                      | 6                       | 0              | 0              | 5           | 2           | –       | –      | 3       | 0    | 26      | 8      |
| Liverpool F.C. | 1985-86 | 21                      | 3                       | 6              | 1              | 2           | 1           | –       | –      | 2       | 2    | 31      | 7      |
| Liverpool F.C. | 1984-85 | 36                      | 6                       | 7              | 0              | 1           | 0           | 7       | 0      | 2       | 0    | 53      | 6      |
| Liverpool F.C. | 1983-84 | 33                      | 7                       | 0              | 0              | 8           | 2           | 9       | 3      | 1       | 0    | 51      | 12     |
| Liverpool F.C. | 1982-83 | 42                      | 18                      | 3              | 1              | 7           | 0           | 5       | 1      | 1       | 0    | 58      | 20     |
| Liverpool F.C. | 1981-82 | 42                      | 13                      | 2              | 2              | 10          | 5           | 6       | 2      | 1       | 0    | 61      | 22     |
| Liverpool F.C. | 1980-81 | 34                      | 8                       | 2              | 2              | 8           | 7           | 9       | 1      | 1       | 0    | 54      | 18     |
| Liverpool F.C. | 1979-80 | 42                      | 16                      | 8              | 2              | 7           | 4           | 2       | 0      | 1       | 1    | 60      | 23     |
| Liverpool F.C. | 1978-79 | 42                      | 21                      | 7              | 4              | 1           | 0           | 4       | 0      | 0       | 0    | 54      | 25     |
| Liverpool F.C. | 1977-78 | 42                      | 20                      | 1              | 1              | 9           | 6           | 9       | 4      | 1       | 0    | 62      | 31     |
| Klub           | Sezon   | Scottish Premier League | Scottish Premier League | Puchar Szkocji | Puchar Szkocji | Puchar Ligi | Puchar Ligi | Europa  | Europa | Inne    | Inne | Ogółem  | Ogółem |
| Klub           | Sezon   | Występy                 | Gole                    | Występy        | Gole           | Występy     | Gole        | Występy | Gole   | Występy | Gole | Występy | Gole   |
| Celtic F.C.    | 1976-77 | 35                      | 14                      | 7              | 1              | 10          | 10          | 2       | 1      | 0       | 0    | 54      | 26     |
| Celtic F.C.    | 1975–76 | 35                      | 24                      | 1              | 1              | 10          | 4           | 5       | 3      | 0       | 0    | 51      | 32     |
| Celtic F.C.    | 1974-75 | 33                      | 16                      | 5              | 2              | 8           | 3           | 2       | 0      | 0       | 0    | 48      | 21     |
| Celtic F.C.    | 1973-74 | 33                      | 18                      | 6              | 1              | 10          | 3           | 7       | 2      | 0       | 0    | 56      | 24     |
| Celtic F.C.    | 1972-73 | 32                      | 23                      | 6              | 5              | 11          | 10          | 4       | 3      | 0       | 0    | 53      | 41     |
| Celtic F.C.    | 1971-72 | 31                      | 17                      | 4              | 1              | 8           | 5           | 7       | 0      | 0       | 0    | 50      | 23     |
| Celtic F.C.    | 1970-71 | 3                       | 0                       | 1              | 0              | 0           | 0           | 1       | 0      | 0       | 0    | 5       | 0      |
| Celtic F.C.    | 1969-70 | 2                       | 0                       | 0              | 0              | 2           | 0           | 0       | 0      | 0       | 0    | 4       | 0      |
| Celtic F.C.    | 1968-69 | 0                       | 0                       | 0              | 0              | 1           | 0           | 0       | 0      | 0       | 0    | 1       | 0      |
| Ogółem         |         | 559                     | 230                     | 66             | 24             | 118         | 62          | 79      | 20     | 14      | 3    | 836     | 339    |

### Gole w występach międzynarodowych
| #  | Data                 | Stadion                             | Przeciwnik        | Gol na: | Rezultat | Rozgrywki       |
| -- | -------------------- | ----------------------------------- | ----------------- | ------- | -------- | --------------- |
| 1  | 15 listopada 1972    | Hampden Park, Glasgow               | Dania             | 1-0     | 2-0      | El.MŚ '74       |
| 2  | 16 maja 1973         | Hampden Park, Glasgow               | Irlandia Północna | 1-2     | 1-2      | BHC             |
| 3  | 27 marca 1974        | Waldstadion, Frankfurt              | RFN               | 1-2     | 1-2      | Mecz towarzyski |
| 4  | 14 maja 1974         | Hampden Park, Glasgow               | Walia             | 1-0     | 2-0      | BHC             |
| 5  | 6 czerwca 1974       | Ullevaal Stadion, Oslo              | Norwegia          | 2-1     | 2-1      | Mecz towarzyski |
| 6  | 30 października 1974 | Hampden Park, Glasgow               | NRD               | 3-0     | 3-0      | Mecz towarzyski |
| 7  | 20 maja 1975         | Hampden Park, Glasgow               | Irlandia Północna | 2-0     | 3-0      | BHC             |
| 8  | 29 października 1975 | Hampden Park, Glasgow               | Dania             | 1-1     | 3-1      | El.ME '76       |
| 9  | 8 maja 1976          | Hampden Park, Glasgow               | Irlandia Północna | 3-0     | 3-0      | BHC             |
| 10 | 15 maja 1976         | Hampden Park, Glasgow               | Anglia            | 2-1     | 2-1      | BHC             |
| 11 | 8 września 1976      | Hampden Park, Glasgow               | Finlandia         | 3-0     | 6-0      | Mecz towarzyski |
| 12 | 27 kwietnia 1977     | Hampden Park, Glasgow               | Szwecja           | 2-1     | 3-1      | Mecz towarzyski |
| 13 | 1 czerwca 1977       | Hampden Park, Glasgow               | Irlandia Północna | 1-0     | 3-0      | BHC             |
| 14 | 1 czerwca 1977       | Hampden Park, Glasgow               | Irlandia Północna | 3-0     | 3-0      | BHC             |
| 15 | 4 czerwca 1977       | Wembley Stadium, Londyn             | Anglia            | 2-0     | 2-1      | BHC             |
| 16 | 15 czerwca 1977      | Estadio Nacional de Chile, Santiago | Chile             | 1-0     | 4-2      | Mecz towarzyski |
| 17 | 21 września 1977     | Hampden Park, Glasgow               | Czechosłowacja    | 3-0     | 3-1      | El.MŚ '78       |
| 18 | 12 października 1977 | Anfield Road, Liverpool             | Walia             | 2-0     | 2-0      | El.MŚ '78       |
| 19 | 11 czerwca 1978      | Estadio San Martin, Mendoza         | Holandia          | 1-1     | 3-2      | MŚ '78          |
| 20 | 25 października 1978 | Hampden Park, Glasgow               | Norwegia          | 1-1     | 3-2      | El.ME '80       |
| 21 | 25 października 1978 | Hampden Park, Glasgow               | Norwegia          | 2-2     | 3-2      | El.ME '80       |
| 22 | 7 czerwca 1979       | Ullevaal Stadion, Oslo              | Norwegia          | 2-0     | 4-0      | El.ME '80       |
| 23 | 26 marca 1980        | Hampden Park, Glasgow               | Portugalia        | 1-0     | 4-1      | El.ME '80       |
| 24 | 25 lutego 1981       | Ramat Gan Stadium, Ramat Gan        | Izrael            | 1-0     | 1-0      | El.MŚ '82       |
| 25 | 23 marca 1982        | Hampden Park, Glasgow               | Holandia          | 2-0     | 2-1      | Mecz towarzyski |
| 26 | 15 czerwca 1982      | Estadio La Rosaleda, Málaga         | Nowa Zelandia     | 1-0     | 5-2      | MŚ '82          |
| 27 | 15 grudnia 1982      | Heysel, Bruksela                    | Belgia            | 1-0     | 2-3      | El. ME '84      |
| 28 | 15 grudnia 1982      | Heysel, Bruksela                    | Belgia            | 2-1     | 2-3      | El.ME '84       |
| 29 | 12 września 1984     | Hampden Park, Glasgow               | Jugosławia        | 3-1     | 6-1      | Mecz towarzyski |
| 30 | 14 listopada 1984    | Hampden Park, Glasgow               | Hiszpania         | 3-1     | 3-1      | El.MŚ '86       |

## Zdobyte tytuły

### Celtic
Zwycięstwa
- 1971/72 Mistrzostwo Szkocji
- 1971/72 Puchar Szkocji
- 1972/73 Mistrzostwo Szkocji
- 1973/74 Mistrzostwo Szkocji
- 1973/74 Puchar Szkocji
- 1974/75 Mistrzostwo Szkocji
- 1974/75 Puchar Szkocji
- 1976/77 Mistrzostwo Szkocji
- 1976/77 Puchar Szkocji

Drugie miejsce
- 1971/72 Puchar Ligi Szkockiej
- 1972/73 Puchar Ligi Szkockiej
- 1972/73 Puchar Szkocji
- 1973/74 Puchar Ligi Szkockiej
- 1975/76 Puchar Ligi Szkockiej
- 1975/76 Szkocka Ekstraklasa
- 1976/77 Puchar Ligi Szkockiej

### Liverpool F.C.
Zwycięstwo
- 1977/78 Tarcza Wspólnoty (podział tytułu)
- 1977/78 Superpuchar Europy
- 1977/78 Puchar Europy
- 1978/79 Mistrzostwo Anglii
- 1979/80 Tarcza Wspólnoty
- 1979/80 Mistrzostwo Anglii
- 1980/81 Tarcza Wspólnoty
- 1980/81 Puchar Ligi
- 1980/81 Puchar Europy
- 1981/82 Puchar Ligi
- 1981/82 Mistrzostwo Anglii
- 1982/83 Tarcza Wspólnoty
- 1982/83 Puchar Ligi
- 1982/83 Mistrzostwo Anglii
- 1983/84 Puchar Ligi
- 1983/84 Mistrzostwo Anglii
- 1983/84 Puchar Europy
- 1985/86 Mistrzostwo Anglii
- 1985/86 Puchar Anglii
- 1986/87 Tarcza Wspólnoty (podział tytułu)

Drugie miejsce
- 1977/78 Puchar Ligi
- 1977/78 Mistrzostwo Anglii
- 1978/79 Superpuchar Europy
- 1981/82 Puchar Interkontynentalny
- 1983/84 Tarcza Wspólnoty
- 1984/85 Tarcza Wspólnoty
- 1984/85 Puchar Interkontynentalny
- 1984/85 Mistrzostwo Anglii
- 1984/85 Puchar Europy
- 1986/87 Puchar Ligi
- 1986/87 Mistrzostwo Anglii

## Nagrody
- Gracz Roku według piłkarzy (1983)[15]
- Gracz Roku według dziennikarzy (1979, 1983)[15]
- Miejsce w Galerii Sław Angielskiego Futbolu (2002)[16]
- Miejsce w Galerii Sław Szkockiego Futbolu[17]
- Miejsce na liście FIFA 100[18]
- Pierwsze miejsce w rankingu kibiców Liverpoolu F.C. na najlepszego piłkarza w historii klubu (2006)[15]

## Statystyki trenerskie
| Zespół           | Kraj    | Od                   | Do               | Ogółem | Ogółem | Ogółem | Ogółem | Ogółem  |
| Zespół           | Kraj    | Od                   | Do               | M      | Z      | P      | R      | % zwyc. |
| ---------------- | ------- | -------------------- | ---------------- | ------ | ------ | ------ | ------ | ------- |
| Liverpool F.C.   | Anglia  | 30 maja 1985         | 22 lutego 1991   | 297    | 180    | 41     | 76     | 60,60   |
| Blackburn Rovers | Anglia  | 12 października 1991 | 25 czerwca 1995  | 195    | 102    | 47     | 46     | 52,30   |
| Newcastle United | Anglia  | 14 stycznia 1997     | 27 sierpnia 1998 | 78     | 30     | 26     | 22     | 38,46   |
| Celtic F.C.      | Szkocja | 10 lutego 2000       | 1 czerwca 2000   | 18     | 10     | 4      | 4      | 55,55   |
| Liverpool F.C.   | Anglia  | 8 stycznia 2011      | 16 maja 2012     | 74     | 35     | 17     | 22     | 47,30   |

## Sukcesy trenerskie

### Liverpool F.C.
Zwycięstwo
- 1985/86 Mistrzostwo Anglii
- 1985/86 Puchar Anglii
- 1986/87 Tarcza Wspólnoty (podział tytułu)
- 1987/88 Mistrzostwo Anglii
- 1988/89 Tarcza Wspólnoty
- 1988/89 Puchar Anglii
- 1989/90 Tarcza Wspólnoty
- 1989/90 Mistrzostwo Anglii
- 1990/91 Tarcza Wspólnoty (podział tytułu)
- 2011/12 Puchar Ligi

Drugie miejsce
- 1986/87 Puchar Ligi
- 1986/87 Angielska Ekstraklasa
- 1987/88 Puchar Anglii
- 1988/89 Angielska Ekstraklasa
- 1990/91 Angielska Ekstraklasa

### Blackburn Rovers
Zwycięstwo
- 1991/92 The Football League (zwycięstwo w play-off; 2 liga)
- 1994/95 Premier League

Drugie miejsce
- 1993/94 Premier League
- 1994/95 Tarcza Wspólnoty

### Newcastle United
Drugie miejsce
- 1996/97 Premier League
- 1997/98 Puchar Anglii

### Celtic
Zwycięstwo
- 1999/00 Puchar Ligi

Drugie miejsce
- 1999/00 Scottish Premier League

#### Nagrody
- 1985/86 Trener Roku
- 1987/88 Trener Roku
- 1989/90 Trener Roku
- 1996/97 Trener Roku